# Tomislav Vranjić
Tomislav Vranjić (Vinkovci, 30 ottobre 1983) è un ex calciatore croato, di ruolo portiere.

## Carriera

### Club
Esordisce nella massima serie croata nella stagione 2003-2004 con la maglia del Cibalia. Colleziona 8 presenze ma la squadra retrocede.
Nella stagione successiva, sempre con la squadra della sua città natale, gioca 20 partite, vince il campionato e torna in massima serie.
Nel 2005 però passa al Varteks. Raggiunge la finale della Coppa di Croazia ma viene sconfitto dal Rijeka a causa della regola dei gol fuori casa.
A fine stagione passa alla Dinamo Zagabria, dove non scende mai in campo ma vince il campionato e la Coppa di Croazia.
Nel 2006 si trasferisce all'Inter Zaprešić, prima di incominciare la sua avventura all'estero.
Per due stagioni gioca in Grecia, con il Larissa, e nel 2010 si trasferisce in Iran per giocare nel Damash Gilan FC in Iran Pro League, la più alta divisione del calcio iraniano.

### Nazionale
Vranjić non ha mai esordito con la Nazionale maggiore ma ha collezionato molte presenze con le nazionali Under-18, Under-19, Under-20 e Under-21. Con quest'ultima selezione detiene il record di presenze (26) ed ha partecipato agli Europei del 2004 in Germania, dove la Croazia è arrivata ultima nel girone A con un solo punto guadagnato.
Dal 2005 non ha più vestito la maglia della Nazionale.

## Palmarès

### Club

#### Competizioni nazionali
- Druga HNL: 1

Cibalia Vinkovci: 2004-2005
- Campionato croato: 1

Dinamo Zagabria: 2006-2007
- Coppa di Croazia: 1

Dinamo Zagabria: 2006-2007